# Martin Gustavsson
Lars Martin Daniel Gustavssonn (Malmö, Suecia, 5 de noviembre de 1980) es un nadador retirado especializado en pruebas de estilo braza. Fue subcampeón de Europa en la prueba de 4x100 metros estilos durante el Campeonato Europeo de Natación de 2000.
Representó a Suecia en los Juegos Olímpicos de Sídney 2000 y Atenas 2004.

## Palmarés internacional
| Campeonato Europeo de Natación | Campeonato Europeo de Natación | Campeonato Europeo de Natación | Campeonato Europeo de Natación |
| Año                            | Lugar                          | Medalla                        | Prueba                         |
| ------------------------------ | ------------------------------ | ------------------------------ | ------------------------------ |
| 2000                           | Helsinki ( Finlandia)          | Medalla de plata               | 4 × 100 m estilos              |